# Méliphage de Céram
Lichmera monticola
Espèce
Statut de conservation UICN

 LC  : Préoccupation mineure
Le Méliphage de Céram (Lichmera monticola) est une espèce de passereau de la famille des Meliphagidae.

## Répartition
Il est endémique d'Indonésie et tient son nom de l’ile de Céram.

## Habitat
Il habite les forêts humides tropicales et subtropicales d'altitude.